# Luigi Macario
Luigi Macario (ur. 6 września 1920 w Andezeno, zm. 30 kwietnia 1994 w Rzymie) – włoski polityk i działacz związkowy, w latach 1977–1979 sekretarz generalny Włoskiej Konfederacji Pracowniczych Związków Zawodowych, senator VIII kadencji, poseł do Parlamentu Europejskiego I kadencji.

## Życiorys
W czasie wojny uczestniczył w partyzantce antyfaszystowskiej. Od 1945 aktywny w związkach zawodowych, w tym roku rozpoczął pracę w izbie handlowej w Turynie. Początkowo działał we  Włoskiej Powszechnej Konfederacji Pracy, zaś w 1950 należał do założycieli Włoskiej Konfederacji Pracowniczych Związków Zawodowych (CISL), od 1955 należał do jej krajowego sekretariatu. W 1962 wybrano go sekretarzem generalnym związku branży metalowej Federazione Italiana Metalmeccanici – pełnił tę funkcję do 1971, gdy powrócił do władz CISL. W 1977 wybrano go sekretarzem generalnym tej organizacji (zrezygnował ze stanowiska dwa lata później).
W latach 1979–1983 zasiadał w Senacie z ramienia Chrześcijańskiej Demokracji. Jednocześnie w 1979 uzyskał mandat posła do Parlamentu Europejskiego I kadencji. Przystąpił do Europejskiej Partii Ludowej. Został wiceprzewodniczącym Komisji ds. Gospodarczych i Walutowych (1979–1984), a także członkiem Komisji ds. Instytucjonalnych oraz Delegacji ds. stosunków ze Szwajcarią.